# Гібралтар і Європейський Союз
Відносини між Гібралтаром та Європейським Союзом існували до виходу Сполученого Королівства з ЄС (31 січня 2020 року), регулюваних договорами Європейського Союзу, членом якого є Сполучене Королівство і однією з асоційованих територій якого був Гібралтар. Він був представлений на європейському рівні, оскільки це єдина британська заморська територія, яка приєдналася до Європейського економічного співтовариства згідно з Договором про приєднання Сполученого Королівства 1972 року.

## До виходу Сполученого Королівства
Стаття 355(3) (колишня стаття 299(4)) розширює дію Договору. на європейські території, за зовнішні зв’язки за які держава-член відповідає". На практиці це положення стосується лише Гібралтару. Однак, незважаючи на те, що Гібралтар є частиною Союзу, він не входить до митного союзу, Шенгенської зони та зони ПДВ. Як юрисдикція Сполученого Королівства, уряд і парламент Гібралтару відповідають за транспонування законодавства ЄС у внутрішнє законодавство.
Завдяки декларації, зробленій Сполученим Королівством ЄЕС у 1982 році, жителі Гібралтару вважаються британськими громадянами відповідно до законодавства Співтовариства. Однак у той час не всі гібралтарці були громадянами Сполученого Королівства, але багато з них були громадянами британських заморських територій. Таким чином, гібралтарці стали громадянами Європейського Союзу, коли він був створений за Маастрихтським договором. Усім жителям Гібралтару було надано повне британське громадянство.
Незважаючи на їхній статус громадян ЄС, які проживають там, вибори до Європейського парламенту в Гібралтарі не проводилися до 2004 року. Рішення провести вибори до Європейського парламенту в Гібралтарі випливає з рішення Європейського суду з прав людини у 1999 році у справі Matthews v. Сполучене Королівство, яке визнало, що відсторонення Гібралтару від виборів порушило статтю 3 Протоколу No. 13. Європейської конвенції з прав людини. На європейських виборах 2004 року ця територія входила до Південно-Західного виборчого округу Сполученого Королівства. Включення Гібралтару було безуспішно оскаржене Іспанією в Суді.
Як і Сполучене Королівство, Гібралтар не є частиною Шенгенської зони, тому кордони між Іспанією та Гібралтаром є зовнішніми кордонами Шенгенської зони, для якої Іспанія повинна забезпечити контроль в'їзду та виїзди. Проте Гібралтар бере участь у певних аспектах співробітництва поліції та судової системи Шенгенського законодавства відповідно до запиту Британії про участь у цих же заходах.

Відповідно до правильного застосування законодавства Європейського Союзу в Гібралтарі, уряди Іспанії та Сполученого Королівства додали таку декларацію (Декларація 55) до Договору про Європейський Союз:
Договори застосовуються до Гібралтару як до європейської території, щодо якої держава-член приймає на себе зовнішні відносини. Це не означає будь-яких змін у відповідних позиціях відповідних держав-членів.— Договір про Європейський Союз
| Держави-члени та території | В союзі | Застосування союзного права | Підлягає виконанню в суді | Євратом | Союзне громадянство | Вибори до парламенту | Шенгенська зона                                 | Зона ПДВ | Митна територія Союзу | Спільний ринок європейський | Єврозона |
| -------------------------- | ------- | --------------------------- | ------------------------- | ------- | ------------------- | -------------------- | ----------------------------------------------- | -------- | --------------------- | --------------------------- | -------- |
| Гібралтар                  | Так     | З винятками                 | Так                       | Так     | Так                 | Так                  | Лише співробітництво поліції та судових органів | Ні       | Ні                    | З винятками                 | Ні (GIP) |

## Після виходу Сполученого Королівства
Гібралтар не був включений до сфери дії угоди про торгівлю та співробітництво, укладеної між ЄС та Сполученим Королівством наприкінці 2020 року, а 31 грудня 2020 року Іспанія та Сполучене Королівство домовилися про тимчасову інтеграцію британського анклаву до Шенгенської зони до підтвердження довгострокової угоди.